# Apocalyptica (альбом)
Apocalyptica - п'ятий студійний альбом фінського рок-гурту Apocalyptica.

## Список композицій
1. "Life Burns" (feat. Lauri Ylönen) – 3:06
2. "Quutamo" – 3:28
3. "Distraction" – 3:56
4. "Bittersweet" (feat. Lauri Ylönen and Ville Valo) – 4:26
5. "Misconstruction" – 3:56
6. "Fisheye" – 4:09
7. "Farewell" – 5:33
8. "Fatal Error" – 2:59
9. "Betrayal/Forgiveness" (feat. Dave Lombardo) – 5:13
10. "Ruska" – 4:39
11. "Deathzone" – 4:39
  - Прихована композиція "En Vie" (feat. Emmanuelle Monet) після "Deathzone" починається в 4:36 і триває 3:36. Повна тривалість "Deathzone" з прихованою композицією – 8:12